# اسوند رینگستد
اسوند رینگستد (دانمارکی: Svend Ringsted; ۳۰ اوت ۱۸۹۳ – ۱۶ مارس ۱۹۷۵) بازیکن فوتبال اهل دانمارک بود.
وی همچنین در تیم ملی فوتبال دانمارک بازی کرده‌است.